# 杰斯氏單頜鰻
杰斯氏單頜鰻為輻鰭魚綱囊鰓鰻目單頜鰻科的其中一種，分布於中東太平洋12°07.1'-12°23.8'N, 148°35.1'-148°18.0'W海域，屬深海魚類，棲息深度可達2100公尺，本魚頭短、吻鈍，背鰭軟條80枚;臀鰭軟條54枚，體深色，無側線，體長可達6.3公分。

## 擴展閱讀
維基物種上的相關：杰斯氏單頜鰻